# لوی (دهانه)
لوی یک دهانه برخوردی در ماه‌ است.

## دهانه‌های اقماری
این دهانه ۴ دهانه اقماری دارد.
| Loewy | عرض جغرافیایی | طول جغرافیایی | قطر         |
| ----- | ------------- | ------------- | ----------- |
| A     | ۲۲.۳° S       | ۳۲.۵° W       | ۷.۰ کیلومتر |
| H     | ۲۲.۸° S       | ۳۱.۹° W       | ۵.۰ کیلومتر |
| B     | ۲۳.۲° S       | ۳۲.۹° W       | ۴.۰ کیلومتر |
| G     | ۲۳.۰° S       | ۳۱.۹° W       | ۵.۰ کیلومتر |